# Confederación Deportiva Olímpica Alemana
La Confederación Deportiva Olímpica Alemana [Der Deutsche Olympische Sportbund - DOSB]  es la organización no gubernamental que agrupa los deportes alemanes, fundada el 20 de mayo de 2006 mediante la fusión de la Confederación Alemana de Deportes y el Comité Olímpico Nacional de Alemania. DOSB significa rendimiento, salud, alegría de vivir y transmisión de valores. El patrocinador del DOSB es el presidente federal alemán, Frank-Walter Steinmeier.